# Eucosma disjectana
Eucosma disjectana is een vlinder uit de familie bladrollers (Tortricidae). De wetenschappelijke naam is voor het eerst geldig gepubliceerd in 1921 door Kennel.
De soort komt voor in Europa.